# 大真大学
大真大学校（：／ Daejin Daehakgyo），是韩国京畿道抱川市的一所私立大学，由宗教团体大巡真理会成立于1992年。

## 历史[3]
- 1984年大真学院成立。
- 1991年大真大学被批准设立。
- 1992年3月开学，并改名为大真大学校。

## 院部设置

### 本科
大真大学在本科阶段共设有7个学院。
- 大巡宗学学院
- 人文艺术学院
- 全球产业通商学院
- 公共人才学院
- 科学技术学院
- 计算机工程学院
- 创意人才未来学院

### 研究生
大真大学共有5个研究生院，拥有硕士和博士学位课程。
- 综合研究生院
- 文化艺术专门研究生院
- 教育研究生院
- 法务行政研究生院
- 统一研究生院

### 国际教育
2005年，大真大学与中国的哈尔滨师范大学和苏州大学开展国际合作，分别开办了大真大学哈尔滨CAMPUS和大真大学苏州CAMPUS，称为国际协力大学。这个项目能够让韩国的学生到中国进行定期的国际课程学习。